# 지바뉴타운추오역
지바뉴타운추오역(일본어: 千葉ニュータウン中央駅 치바 뉴타운 추오에키[*]) 또는 지바 뉴타운 중앙역은 일본 지바현 인자이시에 있는 철도역이다.

## 타는 곳
| 1 | ■ 호쿠소 선 | 신카마가야·히가시마쓰도·게이세이 타카사고 방면 게이세이 선 아오토·오시아게 방면 ○ 도영 지하철 아사쿠사 선 아사쿠사·니혼바시·센가쿠지·니시마고메 방면 게이힌 급행 전철 시나가와·하네다 공항·요코하마·게이큐 구리하마·미사키구치 방면 |
| 2 | ■ 호쿠소 선 | 인자이마키노하라·인바 니혼 의대 방면 |

## 역세권 정보
- 국도 제464호선

## 역사
- 1984년 3월 19일: 영업 개시.

## 인접역
| 게이세이 전철 나리타 공항선 · 호쿠소 철도 호쿠소 선    | 게이세이 전철 나리타 공항선 · 호쿠소 철도 호쿠소 선 | 게이세이 전철 나리타 공항선 · 호쿠소 철도 호쿠소 선 |
| ------------------------------------------------------ | --------------------------------------------------- | --------------------------------------------------- |
| HS08 신카마가야 우에노, 오시아게, 하네다 국제공항 방면 | ●악세스 특급・에어포트 쾌특                         | HS14 인바 니혼 이다이 나리타 공항 방면              |
| HS11 고무로 니시마고메 · 하네다 국제공항 방면          | ● 특급 ● 급행 ● 보통                                | HS13 인자이마키노하라 인바니혼이다이 방면           |

※ 호쿠소 선 특급은 평일 아침 상행, 저녁 하행만 운행하고, 호쿠소 선 급행은 평일 저녁 하행만을 운행한다.